# 쌍성

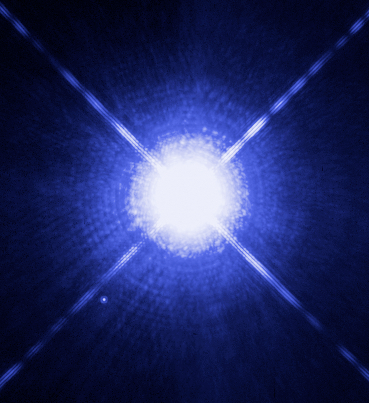
허블 우주망원경의 시리우스 사진. 시리우스 B(아래 왼쪽)를 구분할 수 있다.

쌍성(雙星, 영어: binary star) 또는 연성(連星)은 두 항성이 공통의 질량중심 주위로 공전하는 항성계이다. 항성계에서 가장 밝은 별을 주성(主星)이라고 하며, 주성보다 어두운 다른 별(들)을 동반성(同伴星), 반성(伴星) 또는 짝별이라 부른다. 그러나 어두운 별을 기준으로 할 때 밝은 별을 동반성, 반성, 짝별로 부를 수도 있다. 최근의 연구에 의하면, 다수의 별들이 다연성계에 속한다. 쌍성계는 천체물리학에 있어 매우 중요한데, 이는 이들의 상호 궤도를 관측하면 이들의 질량을 알 수 있기 때문이다. 개개의 별들의 질량은 쌍성으로부터의 추정에 의해 결정될 수 있다.
쌍성은 광학적 '이중성'과는 다른데, 이중성은 지구에서 보았을 때 서로 가까워 보이는 것으로, 중력으로 묶여있지 않을 수 있다. 쌍성은 광학적으로 구분될 수 있으며(안시쌍성), 분광학과 같은 간접적인 방법을 사용할 수도 있다. 쌍성이 시선방향을 포함한 궤도를 공전하면 이들은 식을 일으키는데, 이들을 식쌍성이라고 한다.
다중성으로 알려진, 두 개 이상으로 구성된 계(系)는 비교적 흔하며, 같은 명칭으로 분류된다. 쌍성계의 별들은 질량을 교환하여 단독성이 홀로 다다를 수 없는 형태로 진화하기도 한다. 쌍성계의 예로는 알골(식쌍성), 시리우스, 백조자리 X-1(한쪽 별이 블랙홀로 의심된다.) 등이 있다.
두 별이 매우 가까이 붙어있는 것을 근접쌍성이라고 한다.

## 용어의 유래
쌍성(binary star)이라는 단어는 1802년 윌리엄 허셜에 의해 도입되었다. 그는 쌍성의 정의를 '실질적인 이중성-중력의 법칙에 의해 하나의 계(系)로 형성된, 두 별의 집합체' 라고 내렸다. 가까이 붙어 있는 것처럼 보이는 별들을 이중성이라고 부르며, 가장 유명한 예로는 큰곰자리(북두칠성)의 미자르와 알코르가 있다. 그러나 지구에서 바라보았을 때 가까이 붙어 있는 것처럼 보인다고 해서 모두 쌍성은 아니다. 바라보는 관측자의 시선 방향에 두 별이 나란히 있을 경우, 실제로 멀리 떨어져 있지만 가까이 있는 것으로 착각할 수도 있는 것이다. 이처럼 실제로는 중력으로 묶이지 않은 이중성을 광학적 쌍성(optical binaries, optical pairs)이라고 부른다. 실질적인 쌍성은 두 별이 중력으로 묶여 있는 것을 말한다.

## 분류

### 관측 방법에 의한 분류
쌍성들은 관측 방법(시각적 방법, 분광학적 방법 - 분광선의 주기적 변화에 의한 방법, 측광학적 방법 - 식 현상에 의한 방법, 측성학적 방법 - 보이지 않는 동반 천체로 인해 항성의 위치가 변하는 것을 재는 것)에 따라 네 가지로 분류된다.
쌍성은 아래 네 분류들 중 두 개 이상의 속성을 가지고 있을 수도 있는데, 예를 들면 여러 분광쌍성들은 식쌍성이기도 하다. 반면 안시 쌍성이자 분광 쌍성인 쌍성계는 흔하지 않으며, 그런 쌍성계가 발견되었을 경우 가치있는 정보원의 역할을 하게 된다. 안시 쌍성계의 구성원들은 서로 멀리 떨어져 있고 질량 중심을 도는 데 걸리는 시간은 수십 년에서 수백 년에 이를 정도로 길다. 따라서 이들의 공전 속도는 분광학적으로 재기에는 너무 느리다. 반대로 분광 쌍성들은 서로 가까이 붙어 있기 때문에 빠르게 질량 중심을 공전한다. 그러나 둘 사이가 너무 가깝기 때문에 광학적으로 두 별의 상을 분리하여 보기는 힘들다. 안시 쌍성이면서 분광 쌍성의 속성을 가지기 위해서는 지구로부터의 거리가 상대적으로 가까워야 한다.

## 행성의 존재 여부
예전에는 짝별의 중력 때문에 쌍성계에서 행성이 생겨날 수 없다는 주장이 지배적이었다. 그러나 최근 쌍성계에서 외계 행성이 발견되면서 이러한 주장은 힘을 잃게 되었다. 천문학자들은 두 가지 경우에 쌍성계에 행성이 안정되게 존재할 수 있다고 주장하고 있다.
- 쌍성계를 구성하는 두 별이 멀리 떨어져 있고, 행성(들)은 자신의 어머니 항성에 비교적 가까이 붙어 있을 경우.
- 행성이 쌍성을 구성하는 두 별로부터 매우 멀리 떨어져 있을 경우.[4]

## 같이 보기
- 하다르
- 갈색왜성
- 쌍성 주위 행성
- 쌍성계의 생명체 거주 가능성